# Obsession (actrice pornographique)
Pour les articles homonymes, voir Obsession.
Obsession, née le 29 septembre 1976 à Portland (Oregon), est une actrice pornographique américaine.

## Biographie
Depuis 1995, Obsession est apparue dans plus de 250 films pornographiques. Elle est parfois surnommée « la Jenna Jameson noire ».
Obsession porte un certain nombre de tatouages et de piercings, les plus remarquables étant un tatouage à son nom juste au-dessus de son sein droit mais aussi des piercings à ses mamelons, une de ses arcades sourcilières, son nombril et sa langue.
Sa poitrine n'est pas considérée comme imposante par les « standards » de l'industrie pornographique mais elle attira l'attention grâce à ses fesses qui lancèrent sa carrière dans des films comme les séries BootyTalk ou My Baby Got Back.
Bien qu'elle ne prévoie pas d'essayer de percer dans le cinéma traditionnel (contrairement à ses contemporains Jenna Jameson et Ron Jeremy), Obsession est apparue dans un certain nombre de vidéos ayant pour sujet le rap, comme Sex and the Studio (présenté par le groupe Digital Underground, avec Lacey Duvalle également), Snoop Dogg's Doggystyle, Hip Hop and Porn Stars...
En novembre 2000, elle participa à l'émission de télé réalité Blind Date.
Obsession est également apparue dans des clips, le plus connu étant "What Would You Do", du groupe de néo soul City High (en).